# Diocesi di Acque Albe di Bizacena
La diocesi di Acque Albe di Bizacena (in latino Dioecesis Aquaealbensis in Byzacena) è una sede soppressa e sede titolare della Chiesa cattolica.

## Storia
Acque Albe di Bizacena, identificabile con Aïn Beïda nella provincia di Oum el-Bouaghi dell'odierna Algeria, è un'antica sede episcopale della provincia romana di Bizacena.
A questa sede appartiene certamente il vescovo Restituto, il cui nome appare al 52º posto nella lista dei vescovi della Bizacena convocati a Cartagine dal re vandalo Unerico nel 484; Restituto, come tutti gli altri vescovi cattolici africani, fu condannato all'esilio.
Alla conferenza di Cartagine del 411, che vide riuniti assieme i vescovi cattolici e donatisti dell'Africa romana, partecipò, per parte donatista, il vescovo Ianuario; in quell'occasione la sede non aveva un vescovo cattolico. Tuttavia è impossibile stabilire se questo vescovo appartenesse a questa sede o a quella omonima della  Mauritania Sitifense.
Dal 1933 Acque Albe di Bizacena è annoverata tra le sedi vescovili titolari della Chiesa cattolica; dal 25 settembre 2024 il vescovo titolare è Piotr Tomasz Kleszcz, O.F.M.Conv., vescovo ausiliare di Łódź.

## Cronotassi

### Vescovi residenti
- Ianuario ? † (menzionato nel 411) (vescovo donatista)

- Restituto † (menzionato nel 484)

### Vescovi titolari
- Aimable Chassaigne † (23 gennaio 1962 - 6 aprile 1962 deceduto)
- Paul Chevrier † (21 agosto 1962 - 4 ottobre 1968 deceduto)
- Ramón Ovidio Pérez Morales (2 dicembre 1970 - 20 maggio 1980 nominato vescovo di Coro)
- Anthony Joseph Bevilacqua † (4 ottobre 1980 - 7 ottobre 1983 nominato vescovo di Pittsburgh)
- Piotr Krupa † (18 febbraio 1984 - 4 marzo 2024 deceduto)
- Piotr Tomasz Kleszcz, O.F.M.Conv., dal 25 settembre 2024